# Big Bet (série de televisão)
Big Bet (hangul: 카지노; rr: Kajino, prt: A Grande Aposta; bra: A Próxima Aposta) é uma série de televisão sul-coreana dirigida por Kang Yoon-sung, estrelada por Choi Min-sik, Son Suk-ku e Lee Dong-hwi. A série gira em torno de uma figura lendária no mundo dos cassinos das Filipinas. Ela estreou em 21 de dezembro de 2022 no Disney+ via Star em territórios selecionados, no Star+ na América Latina e no Hulu nos Estados Unidos.

## Sinopse
Big Bet conta a história de um homem que subiu ao topo e se tornou o lendário rei do cassino nas Filipinas, mas enfrenta eventos infelizes. Depois de se envolver em um caso de assassinato, ele agora se depara com a aposta final com sua vida em jogo para voltar ao jogo.

## Elenco

### Principal
- Choi Min-sik como Cha Mu-sik,[7] um magnata do cassino cujo mundo vira de cabeça para baixo quando ele se envolve em um caso de assassinato, levando-o de volta à cena do jogo
  - Lee Kyu-hyung como jovem Cha Mu-sik[8]
- Son Suk-ku como Oh Seung-hoon,[4] um policial enviado às Filipinas para lidar com casos internacionais. Ele persegue Mu-sik para resolver o caso de assassinato.
- Lee Dong-hwi como Yang Jeong-pal,[4] negociador de Mu-sik.

### Coadjuvante

#### Pessoas ao redor de Cha Mu-sik
- Kim Roi-ha como Cha Kyung-deok,[9] pai de Cha Mu-sik.
- Bae Hae-sun como Lee Sook-ja,[10] mãe de Cha Mu-sik.
- Jin Seon-kyu como So Jin-seok,[11] professor de Cha Mu-sik
- Jo Han-chul como Kim Gye-jang,[12] uma pessoa que observou e treinou Mu-sik, que queria se alistar no Corpo de Fuzileiros Navais
- Lee Moon-sik como Park Jong-hyun,[12] um detetive e amigo de Mu-sik

#### Pessoas no Casino Bar Coreia
- Heo Dong-won como Lee Sang-cheol,[12] um funcionário do Casino Bar de Mu-sik em Daejeon, que fabricava máquinas de jogos de azar
- Kim Min-jae como Ahn Chi-young,[13] presidente da Daemang Electronics e sócio de Mu-sik

#### Pessoas na Repartição Fiscal
- Ryu Hyun-kyung como Kang Min-jung,[14][15] o líder da equipe do Serviço Nacional de Impostos

#### Pessoas no Casino Filipinas
- Heo Sung-tae como Seo Tae-seok,[16] um empresário ilegal na Coreia que fugiu para as Filipinas e depois fez uma conexão com Mu-sik
- Son Eun-seo como Kim So-jung,[9][17] um gerente de hotel que prevê um relacionamento sutil com Jeong-pal.
- Lee Hye-young como Chairman Ko,[17] jogadora do Casino
- Kim Hong-pa como Min Seok-joon[18]
- Lee Hae-woo como Phillip,[19] agente do Casino

#### Outros
- Im Hyung-joon como Jo Yeong-sa[9]
- Kim Joo-ryoung como Chief Jin[9]
- Jo Jae-yoon[20]
- Jung Woong-in[21]
- Hong Ki-joon[22]
- Lee Dae-gun[23]
- Min Sung-wook[24]
- Bembol Roco como Daniel

## Episódios
| N.º na série | N.º na temp. | Título                                        | Dirigido por   | Escrito por    | Lançamento             |
| --- | ------------ | --------------------------------------------- | -------------- | -------------- | ---------------------- |
| 1 | 1            | "Casino Bar" "Cassino Bar"                    | Kang Yoon-sung | Kang Yoon-sung | 21 de dezembro de 2022 |
| A vida de Cha Moo-sik muda quando seu amigo de infância, Ahn Chi-young, o visita e sugere que eles abram um negócio de jogos de azar.                       |              |                                               |                |                |                        |
| 2 | 2            | "Tax Bomb" "Taxas"                            | Kang Yoon-sung | Kang Yoon-sung | 21 de dezembro de 2022 |
| Moo-sik descobre que o Serviço Nacional de Impostos está reprimindo o bar do cassino. Ahn Chi-young é capturado, mas Moo-sik foge para as Filipinas.        |              |                                               |                |                |                        |
| 3 | 3            | "The Ten-Year Debt" "Devedores De Uma Década" | Kang Yoon-sung | Kang Yoon-sung | 21 de dezembro de 2022 |
| Moo-sik é instruído por Min Seok-jun a coletar títulos com dez anos de atraso e segue para a Coreia para usar todos os meios para coletar todos os títulos. |              |                                               |                |                |                        |
| 4 | 4            | "Rolling" "Vales"                             | Kang Yoon-sung | Kang Yoon-sung | 28 de dezembro de 2022 |
| 5 | 5            | "The Game Plan"                               | Kang Yoon-sung | Kang Yoon-sung | 4 de janeiro de 2023   |

## Produção
As filmagens começaram em fevereiro de 2022. Em maio de 2022, foi relatado que as filmagens estavam ocorrendo nas Filipinas. Em junho, foi relatado que a série havia terminado recentemente de ser filmada nas Filipinas e estava atualmente sendo filmada na Coreia. As filmagens terminaram em 3 de agosto de 2022.
A série está planejada para ter duas temporadas e a primeira temporada consiste em oito episódios.

## Lançamento
Os três primeiros episódios foram lançados em 21 de dezembro de 2022 e o restante será lançado como um novo episódio a cada semana. 2-3 semanas após a primeira temporada, uma segunda temporada, que também consiste em 8 episódios, será lançada.